# Берк Бейхан
Берк Бейхан е български професионален футболист, опорен полузащитник на ПФК „Черно море“ (Варна). Младежки национал на България.
Бейхан е юноша на „Черно море“, като през 2023 г. подписва първи професионален договор с родния клуб, а по-късно същата година дебютира при победата с 3:0 над ПФК „Септември“ (София), двубой от Първа професионална лига.
На 19 юли 2025 г. преподписва своя договор с клуба.